# 罗曼·维什尼亚克
羅曼·維什尼亞克（英語：Roman Vishniac，/ˈvɪʃniæk/；1897年8月19日—1990年1月22日），俄裔美籍攝影師，以捕捉中歐與西歐大屠殺前的猶太人的畫面聞名。
維什尼亞克是極多變的攝影師，同時也是多才多藝的生物學家、收藏家與藝術史教師。他的顯微照像術與間歇性拍攝法，對科學界貢獻良多。維什尼亞克也對歷史十分有興趣，尤其是對他的祖先。維什尼亞克終身被其猶太血統所限制、束縛，他晚年並挺身支持、擁護猶太復國主義。
維什尼亞克的攝影技術在國際間享有盛譽：包括猶太小鎮（Shtetl）與猶太人區（Jewish ghetto）的照片、名人肖像，及微生物學的影像。他的創作《消逝的世界》（A Vanished World）於1983年出版，是西歐當時首本猶太文化的攝影集。維什尼亞克的作品可見到他激進的人道主義、對生命的敬重與其心境的表態。

## 生平

### 早年
羅曼生於祖父母於聖彼得堡外巴甫洛夫斯克鎮中的邸宅，並於莫斯科長大。當時，只有少數猶太人有權利住在莫斯科，羅曼則是因為父親所羅曼·維什尼亞克是當地富有的雨傘製造商，母親曼亞是鑽石商人的女兒。羅曼並有一個妹妹卡嘉。由於莫斯科的夏天悶熱不適，維什尼亞克一家會於夏季幾個月離開當地，返回城市外幾里的邸宅。
童時的羅曼·維什尼亞克便十分著迷於生物學與攝影，他的房裡總堆滿了植物、昆蟲、魚與小動物。在他七歲生日那天，羅曼從祖母那得到了顯微鏡，羅曼很快的學會操作機器的照相功能，並開始拍攝放大了150倍的蟑螂腳的肌肉。年輕的維什尼亞克常用顯微鏡觀察、拍攝任何他找得到的東西，從死掉的昆蟲、動物的鱗片、花粉，到單細胞動物，無奇不有。
維什尼亞克一直到十歲時都在家自學；十歲到十七歲進入私立學校，並在學業成績得到了金牌。1914年初起，他在莫斯科的敘亞夫斯基學院（現大學）待了六年。

## 外部連結
- 維什尼亞克全貌 — 羅曼的孫子、以法蓮·維什尼亞克的網站，記敘了維什尼亞克的家譜。
- 貝瑞·辛爾畫廊 （页面存档备份，存于） — 羅曼·維什尼亞克《消逝的世界》中的照片。
- 哈沃德·葛林堡畫廊 （页面存档备份，存于） — 羅曼·維什尼亞克的照片。
- 喬治·伊斯曼：維什尼亞克照片檔案 （页面存档备份，存于）
- 西南卡羅來納州大學新聞電影圖書館：羅曼·維什尼亞克的100個科學影像 （页面存档备份，存于）
- 訪問羅曼·維什尼亞克的孫子 Archive.today的存檔，存档日期2013-01-12